# Едуар Ерріо
Едуа́р Ерріо́ (фр. Édouard Herriot; * 5 липня 1872 — † 26 березня 1957) — французький державний і політичний діяч, лідер партії радикалів і радикал-соціалістів, письменник, історик, публіцист, академік. Тричі займав посаду прем'єр-міністра Третьої республіки і протягом багатьох років був Головою Палати депутатів.

## Біографія
Едуар Ерріо народився в офіцерській родині, яка мала селянські корені. Закінчив Вищу Нормальну школу, з 1900 року займав посаду професора філології в Ліоні. У 1905 році був обраний мером Ліона і залишався ним незмінно до самої смерті, за винятком часу, коли Франція була окупована німцями.
У 1919 році Едуар Ерріо обирається головою партії радикалів. З 1916 року неодноразово входив в уряд Франції і займав відповідальні посади:
- міністр громадських робіт, транспорту і постачання (1916—1917)
- прем'єр-міністр і міністр закордонних справ (1924—1925)
- голова палати депутатів (1925—1926)
- прем'єр-міністр (1926)
- міністр народної освіти (1926—1928)
- прем'єр-міністр (1932)
- державний міністр ряду урядів (1934—1936)
- голова палати депутатів (1936—1940).

Перший уряд Ерріо, підтриманий коаліцією Картелю лівих, встановив в 1924 році дипломатичні відносини з СРСР, а також відмовився від подальшої окупації Руру, що нагнітало обстановку в Німеччині. Другий уряд Ерріо в 1926 році провів шкільну реформу, видавши закон про створення єдиної і безкоштовної школи. Третій уряд Ерріо уклав з СРСР в 1932 році договір про ненапад. Радикальна партія, на чолі якої стояв Едуар Ерріо, взяла участь у створенні Народного фронту, цілий ряд законів Народного фронту був прийнятий палатою депутатів під головуванням Едуар Ерріо в 1936 році. Ерріо виступав проти Мюнхенської угоди 1938 року, за створення колективної системи європейської безпеки за участю СРСР. Проте в цілому політика Едуара Ерріо в цей період була непослідовною. У партії він очолював правоцентристське крило, під час його головування палата депутатів позбавила мандатів комуністів (1939).
У роки Другої світової війни, після окупації Франції німецькими військами, практично не займається політикою (1942). У 1942 році відправляє маршалу Петену, голові вішистського режиму, лист із протестом з приводу скасування конституційних свобод, в результаті чого був підданий домашньому арешту. У серпні 1944 році відхилив пропозицію П'єра Лаваля очолити «перехідний» маріонетковий уряд. Незабаром після цього був виданий вішистами німцям і відправлений до Німеччини. Звільнений Радянською Армією в квітні 1945 року.
Повернувшись до Франції, Едуар Ерріо знову стоїть на чолі ліонського муніципалітету, а в 1947 році він очолив Національні збори:
- голова (1947—1954)
- почесний голова (1954—1957).

Починаючи з 1953 року, виступає за ліву орієнтацію Радикальної партії, бореться проти політики розколу Європи на ворожі військові угруповання, виступає проти ремілітаризації Західної та Східної Німеччини, проти створення Європейського оборонного співтовариства. У 1955 Едуару Ерріо була присуджена Міжнародна премія Миру.
З 1946 року Едуар Ерріо — член Французької академії. Написав велику кількість друкованих робіт, де виступив як історик, письменник, музичний і художній критик.
Все своє життя Едуар Ерріо був другом Росії і СРСР, як політик виступав за дружбу між Францією та Радянським Союзом. Відвідав СРСР у 1922, 1933 і в 1945 роках, діяльно співпрацював у Товаристві франко-радянської дружби. Незадовго до своєї смерті він писав: «Я був другом росіян. Наша дружба не була чимось затьмарена, хоча я ні в якій мірі не є комуністом… Але я вважаю, що наша дружба з Радянським Союзом необхідна для підтримки міцного світу».

### Заперечення Голодомору
В ході візиту в Україну, що відбувався з 26 серпня по 9 вересня 1933 року, як прем'єр-міністр Франції Едуар Ерріо заперечував наявність голоду і сказав, що Радянська Україна була «як квітучий сад».
Ерріо заявив пресі, що в Україні не було голоду та він не бачить ніяких його слідів, і що це свідчить про те, супротивники Радянського Союзу поширювали чутки. «Коли людина вважає, що Україна є спустошеною голодом, дозвольте мені потиснути плечима», — заявив він.

## Твори
- La Russie nouvelle, Paris 1922
- Lyon pendant la guerre, Paris 1925
- З минулого. Між двома війнами.1914-1936, Москва 1958
- Епізоди 1940—1944, Москва 1961